# Taquería El Califa de León

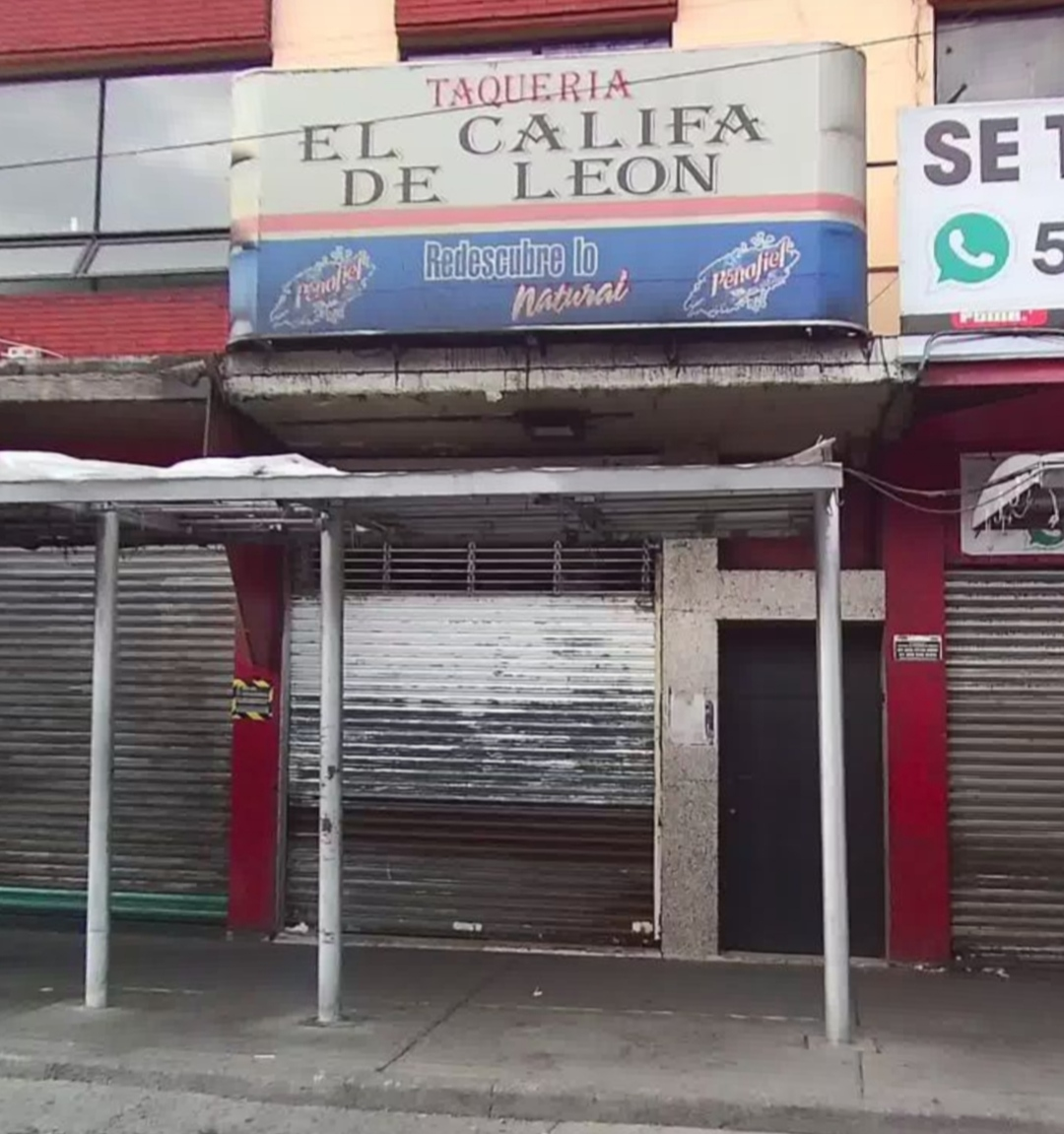
Taquería El Califa de León, 2020.

Die Taquería El Califa de León (dt.: „Taco-Restaurant 'Kalife von Leon'“) ist eine „Taqueria“, ein Restaurant, in welchem mexikanische Tacos serviert werden, in Colonia San Rafael in Cuauhtémoc, einem Stadtbezirk von Mexiko-Stadt. Sie wurde 1968 von Juan Hernández González gegründet. Die Speisekarte beschränkt sich auf eine kleine Auswahl an Rindfleisch-Tacos, die mit handgemachten Tortillas zubereitet werden. Das Restaurant erhielt 2024 einen Michelin-Stern und war damit der erste mexikanische Taco-Stand, der diese Auszeichnung erhielt.

## Geschichte
Das Restaurant wurde 1968 von Juan Hernández González eröffnet. Es ist nach dem Spitznamen des Stierkämpfers Rodolfo Gaona benannt. Der größte Teil des kleinen Restaurant-Raumes (9,3 m²) oder 50 m² (100/540 sq ft) wird von dem großen Grill eingenommen, während sich die Gäste in die andere Hälfte quetschen. Es gibt keine Sitzplätze. Der Bürgersteig davor wird von Straßenhändlern belagert, wodurch der Platz noch enger wird.
Ein bekannter Stammgast in den 1980er und frühen 1990er Jahren war Luis Donaldo Colosio, ein späterer mexikanischer Präsidentschaftskandidat, der 1994 ermordet wurde. An einer Wand hängt eine Kolumne der Zeitung Ovaciones aus dem Jahr 1993, in welcher der Autor erzählt, wie er Colosio begegnete, und feststellt: „Es ist das egalitärste Lokal in ganz Mexiko. Alle essen im Stehen, Salsa tropft auf die Stühle, angeschnüffelt von schlaflosen Hunden.“ Auch andere Politiker wie Eruviel Ávila, Miguel Ángel Osorio Chong, Humberto Moreira Valdés und Carlos Salinas de Gortari waren bekannte Stammgäste. Das Restaurant liegt 650 Meter, also nur neun Gehminuten (vier Blocks), vom nationalen Hauptquartier der Partido Revolucionario Institucional (PRI) entfernt.
Der Name „El Califa“ wurde nie als Marke geschützt, und eine Taco-Kette mit 15 Filialen im Großraum Mexiko-Stadt ist ebenfalls als El Califa bekannt. Im Jahr 2017 berichtete der Sohns des Gründers, Mario Hernández Alonso, dass er seit dem Tod des Vaters im Jahr 2002 aufgrund der Konkurrenz mit anderen Taco-Ständen, Sicherheitsproblemen im Stadtviertel und den Kosten der Gerichte in Schwierigkeiten geraten sei.

## Menu
Die Speisekarte ist weitgehend gleich geblieben. Hernández González war der Meinung, dass sich eine Erweiterung nicht lohne. In Bezug darauf benutzte er gegenüber seinem Sohn Mario Hernández Alonso oft das geflügelte Wort, dass „die Habgier die Tasche zerreißt“. Das Hausgericht, der Gaonera, ist nach Gaona benannt. Es ist neben Steak- und Rib-Tacos eines von nur drei Gerichten auf der Speisekarte. Tacos werden mit handgemachten Tortillas zubereitet und es gibt nur Softdrinks oder Säfte. Der beliebte Gaonera-Taco besteht aus zarten, saftigen filet mignon, welches mit etwas Salz und einigen Tropfen Limette gegrillt wird. Gäste können ihre Bestellung mit Salsa Verde oder Salsa Roja nachwürzen.

## Restaurantkritik
Kritiker wie Marco Beteta oder Alonso Ruvalcaba (Los Angeles Times) lobten El Califa de León.
Am 15. Mai 2024 wurde El Califa de León mit einem Michelin-Stern ausgezeichnet – mit der Bewertung „hochwertige Küche, die einen Besuch wert ist“ („high-quality cooking, worth a stop“) – es war der erste  mexikanische Taco-Stand, welcher eine solche Auszeichnung erhielt. In der Würdigung wurden das Rinderfilet und die Maistortillas des Gaonera als „elementare und reine“ („elemental and pure“) Kombination gelobt. Die Nachricht führte dazu, dass sich vor dem Restaurant Menschenmassen und lange Schlangen bildeten. Infolgedessen stiegen die Einnahmen des Restaurants, es wurden zusätzliche Mitarbeiter eingestellt und angrenzende Unternehmen profitierten.